# Etmopterus lailae
Etmopterus lailae é uma espécie de tubarão, identificada em 2017, de pequenas dimensões e que brilha no escuro.